# Hawak Kamay
Hawak Kamay é uma telenovela filipina exibida pela ABS-CBN entre 21 de julho e 21 de novembro de 2014.

## Elenco

### Elenco principal
- Piolo Pascual como Eugene "Gin" Agustin
- Zaijian Jaranilla como Raymon "Emong" Buan / Raymon "Emong" Victorio
- Xyriel Manabat como Sandara "Dara" Nicholas / Sandara "Dara" Victorio
- Andrea Brillantes como Lorraine "Lorry" Magpantay
- Yesha Camile como Princess Lucero / Bituin "Ningning" Victorio
- Iza Calzado como Atty. Bianca Magpantay-Agustin
- Nikki Gil como Meryl Ann "Meann"

### Elenco secundário
- Juan Karlos Labajo como Charles Kenneth "CK" Rodriguez
- Jacob Dionisio como Paeng
- Lyca Gairanod como Lilet
- Nadia Montenegro como Grace Catacutan
- Atoy Co como Santi
- Gilleth Sandico como Chayong
- Rubi Rubi como Baby
- Ana Abad Santos como Denise Rodriguez
- Moi Bien como Rihanna
- Ryan Bang como Bok
- Hyubs Azarcon como Otoy
- Lloyd Zaragoza como Rambo
- Jess Mendoza como Tolits
- Evangeline Pascual como Carissa Magpantay
- Leo Rialp como Renato Magpantay
- Buboy Garovillo como Ethan Mendoza
- Dianne Medina como Christina
- Axel Torres como Icko Mendoza
- Maris Racal como Wendy
- Manolo Pedrosa como Mikey
- Nichole Baranda como Hazel
- Crispin Pineda como Edgar
- Cara Eriguel como Yanie

### Elenco convidado
- John Regala como Leonardo Salonga
- Arlene Tolibas como Osang
- Pircelyn Pialago como professora Cecil
- Evelyn Guerrero como Remedios Santolan
- Gerald Pesigan como Buknoy
- Manuel Chua como Arnold
- Niña Dolino como amiga de Meann
- Brenna Garcia como Erica
- Belle Mariano como Cherry
- Giann Solante como Phoebe
- Menggie Cobarrubias como Segundo Gamboa
- Jenny Miller como Koby's adoptive mother
- Justin Cuyugan como Koby's adoptive father
- Bea Basa como Marjorie
- Franco Daza como enimigo de Brian
- Teresa Loyzaga como Dra. Carmen Ignacio

### Participação especial
- Jennifer Sevilla como Lily Agustin-Victorio
- Lander Vera Perez como George Victorio
- Tirso Cruz III como Philip Agustin
- JM de Guzman como Brian
- Pinky Amador como Wilma Agustin
- Victor Neri como Federico "Pedring" Buan
- Yogo Singh como Koby Nicholas
- Nadine Samonte como Grace Villaruel-Lucero
- Edgar Allan Guzman como Anton Lucero
- Bernard Palanca como Jacob Caballero
- Ahron Villena como Shred de Vera
- Jason Abalos como Philip Agustin (jovem)
- Precious Lara Quigaman como Sophia Bustos-Agustin
- Jairus Aquino como Gin Agustin (jovem)
- Vangie Martelle como Lily Agustin (jovem)
- CX Navarro como Brian Agustin (jovem)
- Regine Angeles como Wilma Agustin (jovem)